# Rio dos Bois
Rio dos Bois là một đô thị thuộc bang Tocantins, Brasil. Đô thị này có diện tích 845,062 km², dân số năm 2007 là 2214 người, mật độ 2,62 người/km².